# Chapelle monolithe de Caudon
La chapelle monolithe de Caudon est un ancien lieu de culte catholique souterrain situé à Domme, en France.
Elle fait l'objet d'une protection au titre des monuments historiques.

## Localisation
La chapelle monolithe de Caudon est située en Périgord noir, dans le sud-est du département français de la Dordogne, en rive gauche de la Dordogne, au nord-est de la commune de Domme.
Propriété privée en bordure de la route départementale 50, elle est située plus d'un kilomètre à l'est du château de Caudon et fait partie de son domaine.

## Historique et architecture
Implantée sur l'un des premiers sites christianisés du Périgord, le côté nord de la falaise dans laquelle la chapelle est bâtie présente des sarcophages et un enfeu creusés dans la roche.
Au Moyen Âge, elle est édifiée à l'intérieur d'une grotte naturelle et sert d'église paroissiale. L'accès s'effectue à l'ouest par un portail et elle est éclairée par deux baies sur le côté nord.
La falaise qui la surplombe est surmontée d'un clocher-mur sans cloche. Cette falaise, comme celles qui lui font suite à l'est et à l'ouest, présentent de nombreuses alvéoles ou niches creusées par l'Homme.
Le 29 novembre 1948, la chapelle est inscrite au titre des monuments historiques.

## Galerie de photos

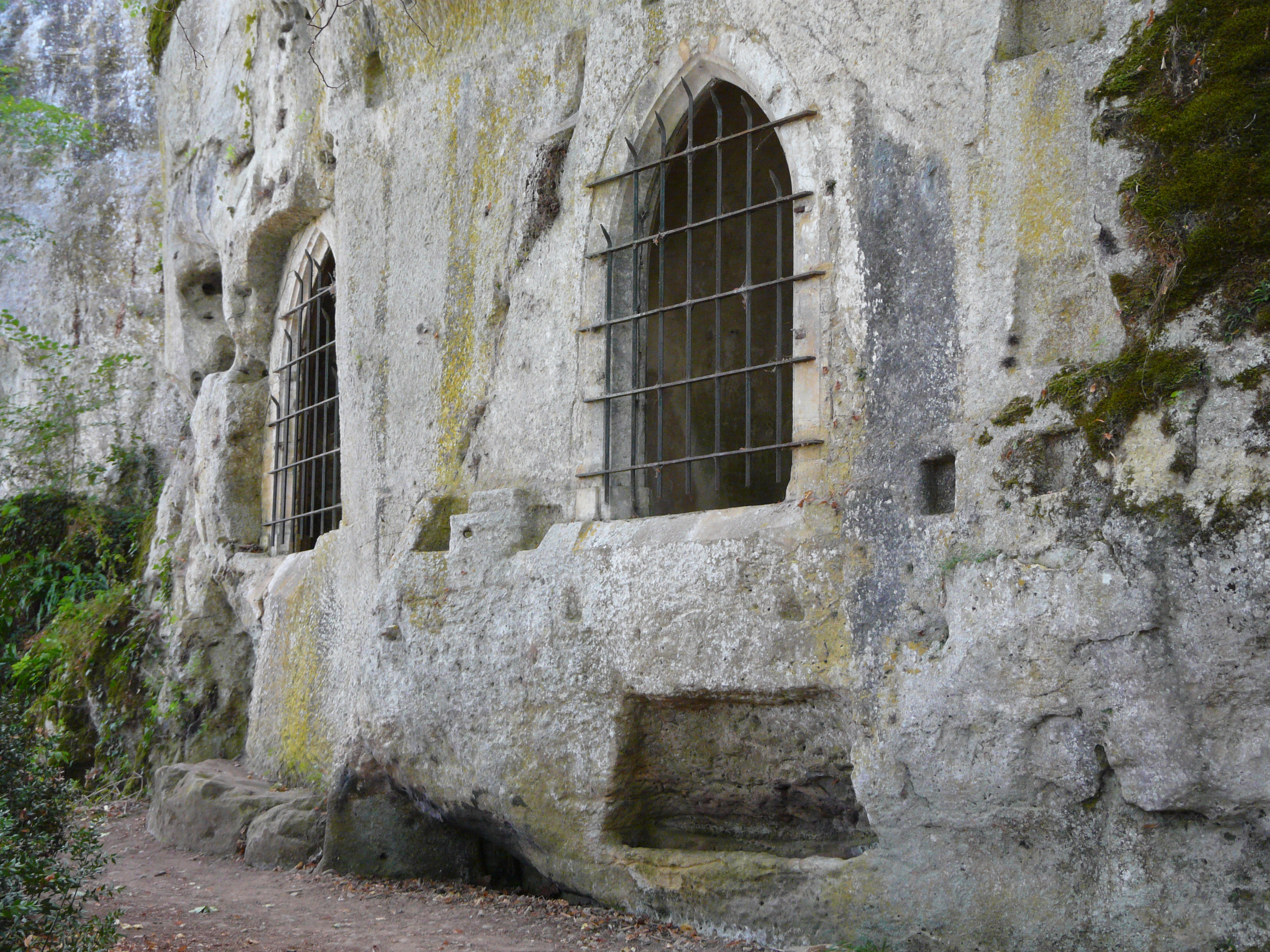
Côté nord, les deux baies et un sarcophage.
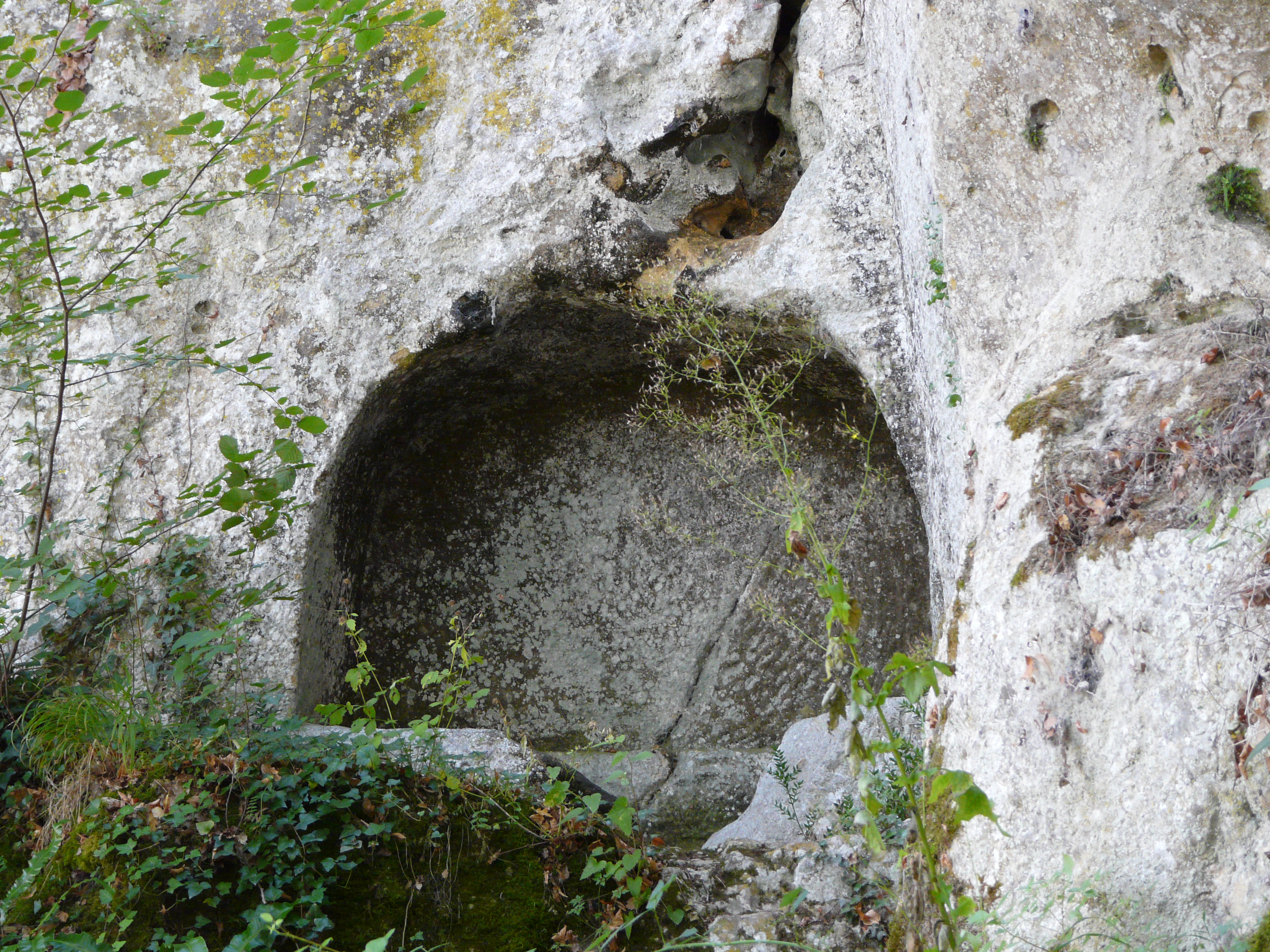
L'enfeu.
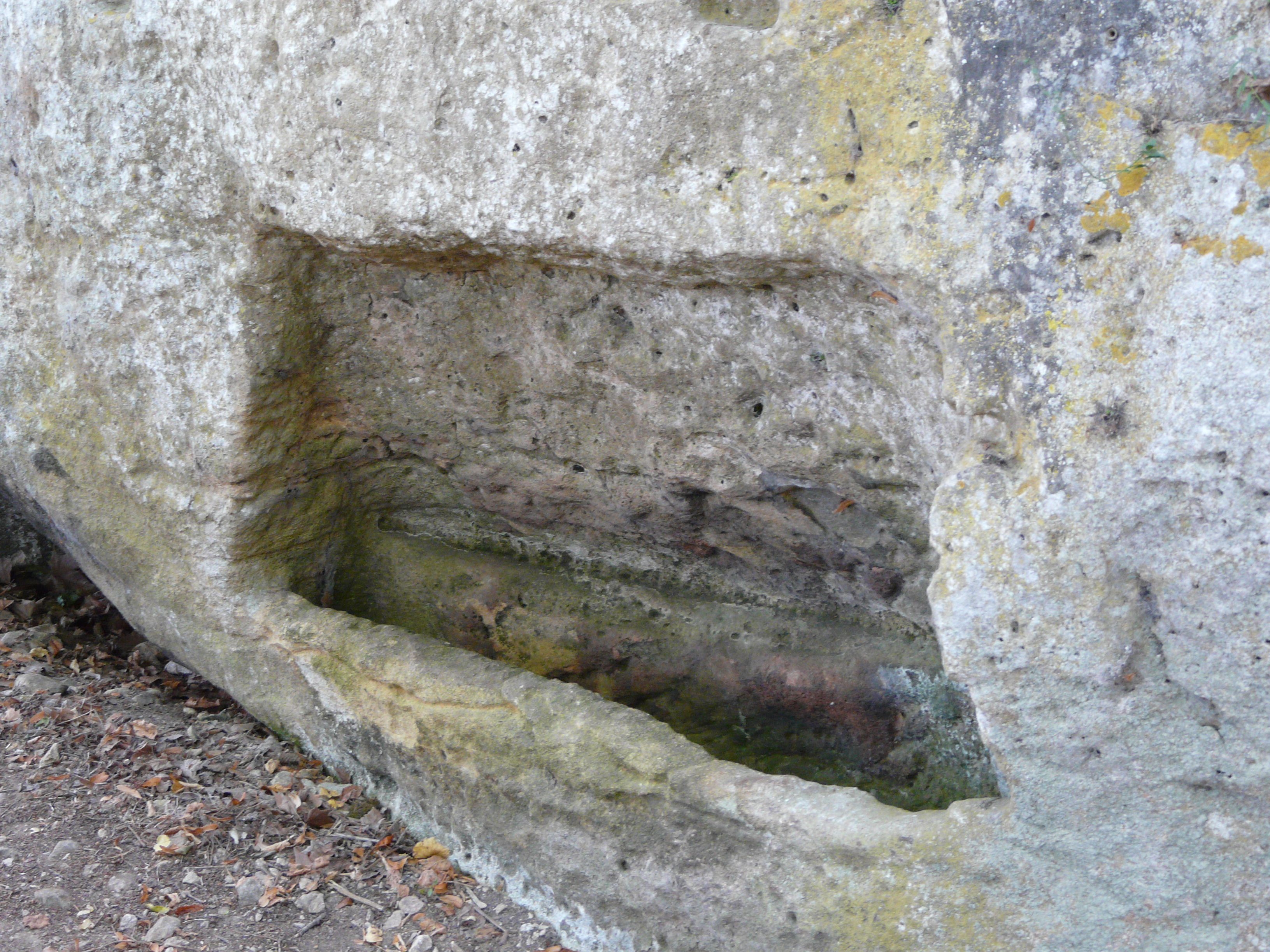
Un des sarcophages.
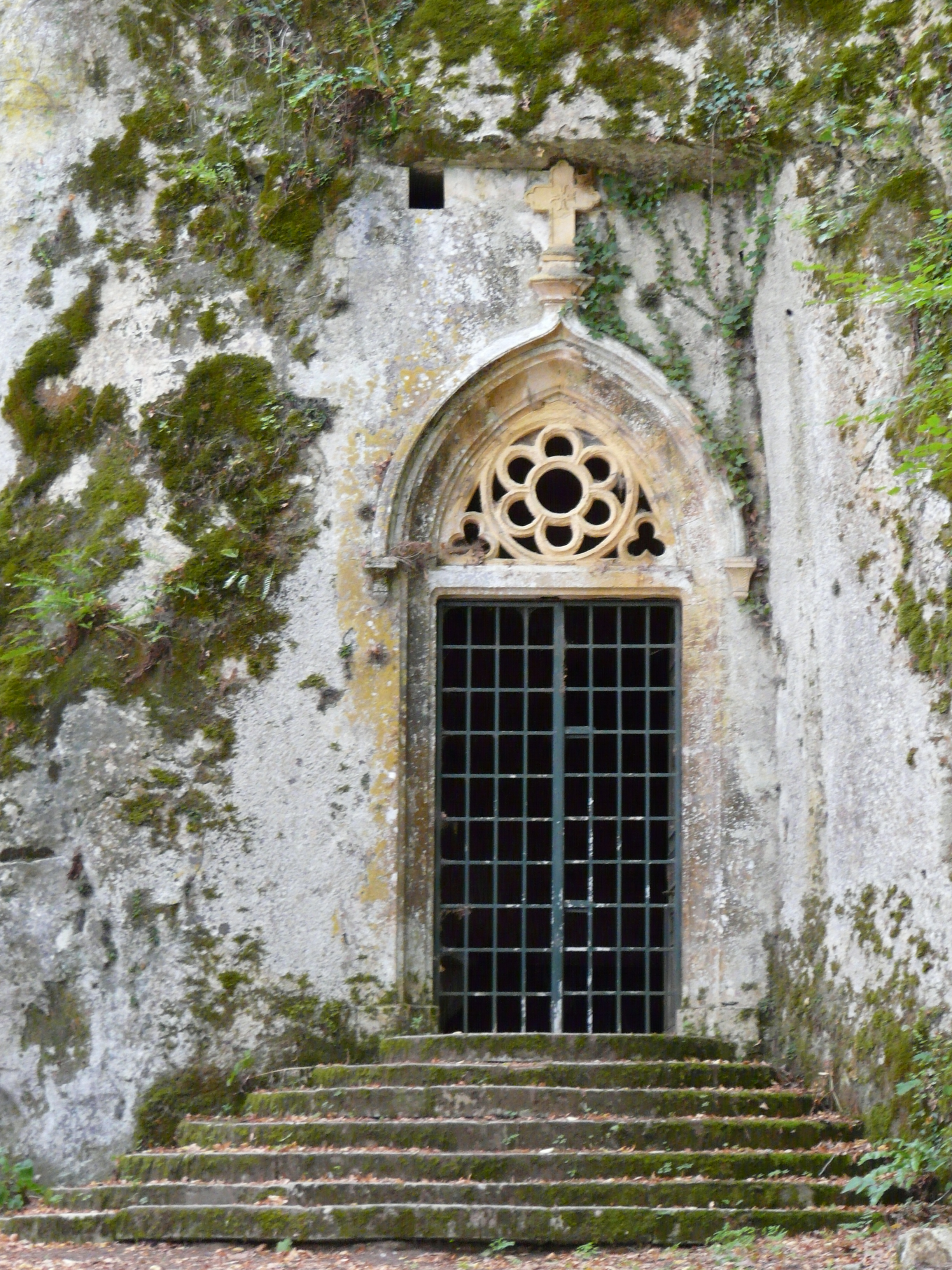
Le portail.
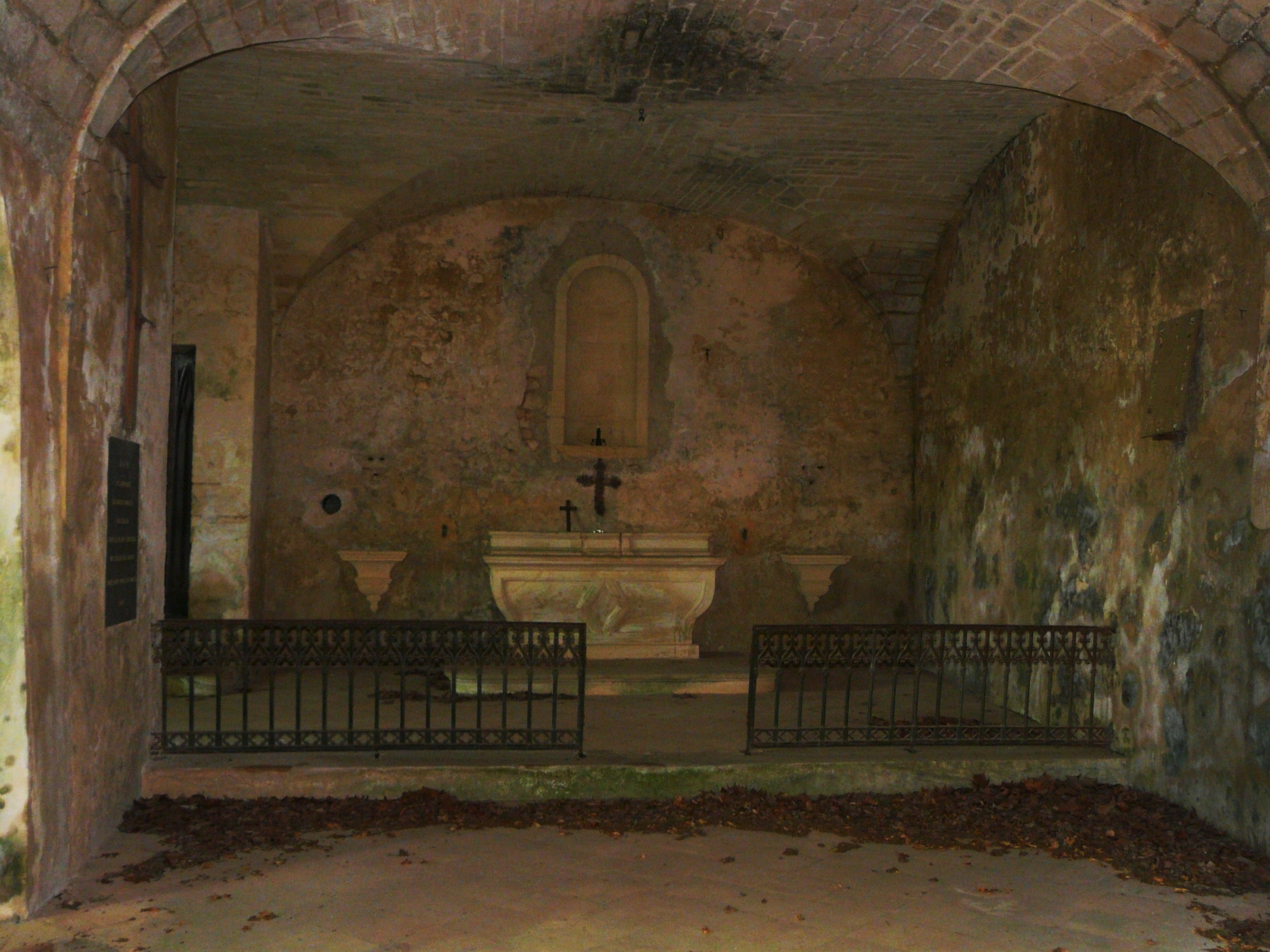
L'intérieur de la chapelle.
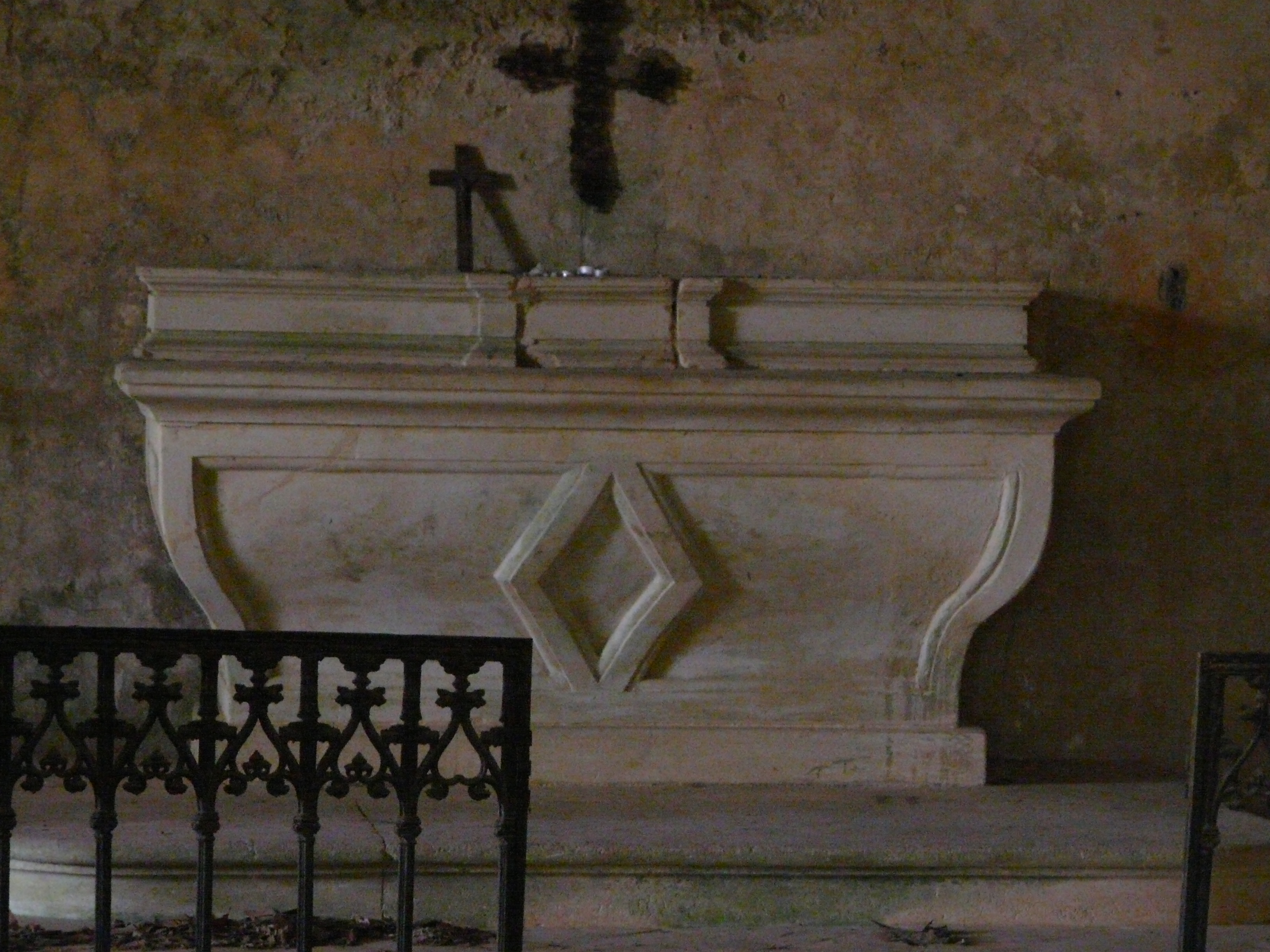
Son autel.